# آوازهایی از طبقه دوم
آوازهایی از طبقه دوم (سوئدی: Sånger från andra våningen) فیلمی سوئدی به کارگردانی روی آندرشون است که در سال ۲۰۰۰ منتشر شد.
این فیلم توانست برای دریافتِ نخل طلای جشنواره فیلم کن نامزد شود و جایزه هیئت داوران این جشنواره را از آنِ خود کند.